# ドン・フジイ
ドン・フジイ（Don Fujii、1970年7月6日 - ）は、日本の男性プロレスラー。本名：藤井 達樹（ふじい たつき）。大阪府箕面市出身。DRAGON GATE所属。血液型A型。
北の湖部屋所属の元大相撲力士であり力の海（りきのうみ）の四股名で最高位は三段目51枚目。二枚目レスラーが多いDRAGON GATEにおいて「おっさん」臭いキャラクターで人気を集めている。通称「フジイさん」。

## 来歴
中学卒業後、北の湖部屋に入門し、1986年7月場所初土俵、1995年9月場所を最後に引退。本人の言によると「10年やってダメなら辞めようと思っていた」とのこと。入門した同期に幕内・北桜がいる。
力士廃業後に天龍源一郎が率いるWARでアルバイトとして営業業務を勤める（このときの経験は、現在チケットの営業として活かされている）が、闘龍門の1期生の募集を知り、応募してメキシコへ渡る。現地で大島伸彦（現：CIMA）・諏訪高広（現：SUWA）とルード（悪役）集団CRAZY-MAXを結成（後に多留嘉一（現：TARU）が合流）。1997年5月11日にデビュー。当時のリングネームは「スモー・フジ」。1999年に凱旋帰国を果たした。
喧嘩ファイトから、他人の物を盗む、演歌キャラを演じる（あまり歌はうまくない）などコミカル路線まで幅広くこなせる。C-MAX時代は抗争の口火を切る役目を果たしていた。ちなみに過去に盗んだものは、斎藤了から「自転車」、堀口元気から「サーフボード」（未遂）、ミラノコレクションA.T.から「透明犬ミケーレ」、YOSSINOから「ヴェネツィア」、BATAやんから「黄金のマイク」、セカンド土井から「バット」を盗んでいる。
元力士のため、闘龍門系レスラーとしては珍しい中肉中背の体格である。周りには二枚目でスラッとした体型の選手が大半を占める中、「羨ましくないですか?」との新聞社の質問に「俺の目標はマイティ井上さんのようなあんこ型で強いレスラー」と返している。
また、年が変わる毎にリングネームを変えていた。「スモー・フジ（1997年〜）」「スモー“ダンディ”フジ（1999年〜）」「スモー"ダンディ"フジ・二千（2000年〜）」「ビッグ・フジ（2001年〜）」「ドン・フジイ（2002年〜）」。ドン荒川をモチーフにしたドン・フジイに改名した当時、周囲にPRIDEで暴れていた「狂乱の格闘王」ドン・フライに間違われたという。実際CIMAもドン・フライが元ネタだと思っていたため、改名を宣言した時にフジイが公表した掛け軸には「ドンフジイ」と書かれていたが「藤井さん、点はいらないんですか？」とツッコんだため結局ドン・フジイになった。その後に改名はなく、ドン・フジイのままである。なお改名後のリングネームが決定する間に暫定的に本名の「藤井 達樹」を名乗っていたこともある。
2006年8月、WARのベルトであったIJタッグ選手権の王者決定リーグに神田裕之とのタッグで参加するが1回戦で敗れる。しかしマグナムTOKYOの負傷により急遽望月成晃のパートナーに指名され、見事王者となった。さらに2006年11月23日に団体最高峰のベルトであるオープン・ザ・ドリームゲート王座に挑戦し、見事第6代王者となるなど2006年は大躍進の年であるといえる。
ドリーム・ゲートのベルトを失ってからは永遠のライバルでもある、黒田哲広や“ハリウッド”ストーカー市川との戦いや、ザ・ターボマンのパロディの「ターボやん」に扮する等、コミカル路線である。しかし8月19日のZepp札幌の試合後にCIMAの持つドリームゲートに再び挑戦を表明した。しかし、土井成樹が同じくドリームゲートへの挑戦表明したため、9.8大阪府立第2競技場にでフジイと土井の2人による挑戦者決定戦が行われることが決定した。しかし、敗れてしまい、挑戦はならなかった。
その後も吉野が持っているドリームゲートに挑戦するなど前線で常に活躍していたが、望月に対BWへ向けて共闘を呼びかけられたが、若手育成を理由に誘いを断り、前線から一度離れる事となった。
2014年2月6日タッグマッチで勝利したリョーツ清水にフジイは琴香と組んでいるリョーツはいつまでたっても上に行けないと言い、リョーツ清水と一緒にフジイ部屋を結成した。（フジイ部屋を結成した後もオレたちベテラン軍の選手とタッグマッチで組んでいるため、オレたちベテラン軍を脱退した訳ではない）その後、リョーツがDia.HEARTSに加入し、自然的に解散となる。
11月6日、オレたちベテラン軍が解散・コントラ・送還マッチに敗れユニット無所属に。電車マニアと言うことをジミーズに公表されてジミーズトレインに乗り込むと宣言し、12月3日の後楽園大会でジミーズと共にジミーズトレインに同行。だが、その日の土井ダーツでマッドブランキー入りが決定し、図らずもヒールターンすることになった。12月16日の後楽園大会より、マッドブランキーの一員として活動。
2015年5月5日、愛知県大会の金網マッチにて学生服を着て登場。了八先生をサポートしエスケープさせた。その後、自身を含むベテラン勢は全員MAD BLANKEYから追放となった。

## 得意技
「80kgある人間を簡単に持ち上げることができる」という持ち前の怪力を活かした技を得意としている。オーソドックスなパワーファイターだが相撲出身者らしく相撲技を取り入れたものや相撲技そのものを繰り出すこともある。
ナイス・ジャーマン
技名はCIMAから技を仕掛けた際に姿勢がよくて「ナイス」と言われたことが由来。
ノド輪落とし
様々なパワーレスラーが使っている技。相手のノドを抱えて持ち上げ、マットに叩きつける。最近では、タッグマッチで望月成晃との合体で使用したりする。
雪崩式のものはナダチョーという名前がついている。鷹木信悟に決める時は返されることがある。
ノド輪エルボー（ノド輪式エルボー・ドロップ）
相手をノド輪の体勢に捕らえて抱え上げ、自分の肘を相手の体に押し付けながら落とす、ノド輪落としとエルボー・ドロップの複合技でフジイのオリジナル・ムーブ。
HIMEI
フジイ式逆エビ固め。形はいたって普通の逆エビ固めだがフィニッシュ・ホールドになるほどの威力を持つ。
ラリアット
身体そのものを浴びせ倒すようなラリアット。
チョップ
逆水平チョップや袈裟斬りチョップを多用する。
プランチャ
フジイの場合、リング上から場外ではなくエプロンサイドから場外へ飛び掛るのが主だが、稀にリング上から仕掛ける場合もある。
フライング・ボディ・アタック
パワーファイターのフジイだが、突然イメージにない技を繰り出して周囲を驚かせる。主にカウンターで相手に飛びかかる。
回転足折り固め
時折テクニカルな丸め込み技を使用する。
ローリングソバット
左足で放つ。最近は多用しているが、この技を使って、筋を痛めてしまう。
外道クラッチ
特に多用しているフィニッシュ・ムーブ。K-ness.の光の輪の様にローリング式で放つ事もある。
フライング・ボディシザース・ドロップ（空中胴絞め落とし）
時折見せる技。

## タイトル歴
DRAGON GATE
- オープン・ザ・ドリームゲート王座
- オープン・ザ・ツインゲート王座
- オープン・ザ・トライアングルゲート王座
- オープン・ザ・お笑いゲート王座
- オープン・ザ・お笑いゲートタッグ王座
- インターナショナルジュニアヘビー級タッグ王座

闘龍門JAPAN
- UWA世界6人タッグ王座

大阪プロレス
- 大阪プロレスタッグ王座
- 大阪タッグフェスティバル優勝

天龍プロジェクト
- WAR世界6人タッグ王座

## リングネーム
フジイが用いたことがある四股名とリングネーム。
四股名
- 藤井 達樹（本名）
- 力の湖 達樹
- 力の海 達樹

リングネーム（公式）
- 藤井 達樹（本名）
- スモー・フジ
- スモー"ダンディ"フジ
- スモー"ダンディ"フジ・二千
- ビッグ・フジ
- ドン・フジイ（現在のリングネーム）

リングネーム（非公式、一時的なもの）
- カラオケマシーン1号
- ペロ・フジイ
- キャッチャー・フジイ
- フジ・不二子（ルパン松谷のセコンドで）
- 部長（リョーツ清水がフジイ部屋に入門する前に呼んでいた。ちなみに琴香は中川）
- 番長・フジイ（期間限定ユニット「大島学園」の番長として）
- B×Bフジイ

B×Bハルクと同じコスチュームで入場して、ぎこちないダンスを披露。
- エル・キングコング

YOSSINOのペットでゴリラのヴェネチアを盗むために自らゴリラに変身。
- ターボやん

モデルはDRAGON GATEに参戦するAAAのザ・ターボマン。2007年7月のWRESTLE JAMではマグニチュード岸和田が『ターボ・マッスル』、K-ness.が『ターボness.』、ルパン松谷が『ルパン松ターボ』に扮する等、2007年のWRESTLE JAMでは『ターボ旋風』が吹き荒れた。
- ドン馬之助

上田馬之助がモデル。"ハリウッド"ストーカー市川が大阪プロレスに参戦した際、タイガー・ジェット・市川として登場し、そのセコンドとして登場。
- ドン・フジミー（ジミーズ共闘時のみ）
- ストロングマシーン・F

## エピソード
- 黒田哲広とは過去に因縁があったらしく深い対立関係である。
- YAMATOとは「練習生時代から礼儀がなっていない」ということで因縁があり、ノーピープルマッチやエニウェアフォールマッチを行うなど犬猿の仲。対戦時にはYAMATOが握手を求めるもフジイが拒否→逆にフジイが握手を求めYAMATOが拒否…というやりとりがお決まりになっていた。近年はYAMATOの成長を認めたのか和解を果たしており、お互いのことを「同期」と呼び合うようになった（もちろん同期ではなくフジイが大先輩である）。
- フリーアナウンサーの宮根誠司とは15年来の親交があり、自身のデビュー25周年記念試合では花束贈呈を務めた。
- 怪我や欠場の多いDRAGON GATEでも極めて怪我が少ない選手。
- 2014年10月9日の第3試合後に、その日メインイベントのオープン・ザ・トライアングルゲート選手権試合で対戦する土井成樹にマイクで呼び出された際、土井成樹にハイキックをかましたところ、右股関節の筋を痛めた。その後この時の負傷のパロディが時折みられるようになった。
- マイクパフォーマンスを行う際にいつもよりも丁寧な口調で｢高い所から失礼いたします｣と切り出し回りにいる選手たちがズッコケさせるというお約束がある。
- タッグ戦ではパートナーが捕らえられている際、リングインせずエプロンサイドから2Lの水が入ったペットボトルや椅子を乱暴に投げつけることでカットを行うムーブを頻繁に見せる。

## テレビ出演
- 聖この夜～クリスマスツリーの奇跡～（2012年12月22日、TOKYO MX） - サンタクロース役